# Kosmatka gajowa
Kosmatka gajowa (Luzula luzuloides) – gatunek rośliny należący do rodziny sitowatych (Juncaceae). Występuje jako gatunek rodzimy w Europie środkowej na południe od Morza Północnego i Bałtyku. Zawleczony na Półwysep Skandynawski, do Wielkiej Brytanii i Ameryki Północnej. W Polsce roślina jest spotykana na całym obszarze, przy czym w górach jest rośliną rodzimą i dość pospolitą, a na niżu występuje w rozproszeniu i stanowiska uznawane są za introdukowane lub status ich jest niepewny.

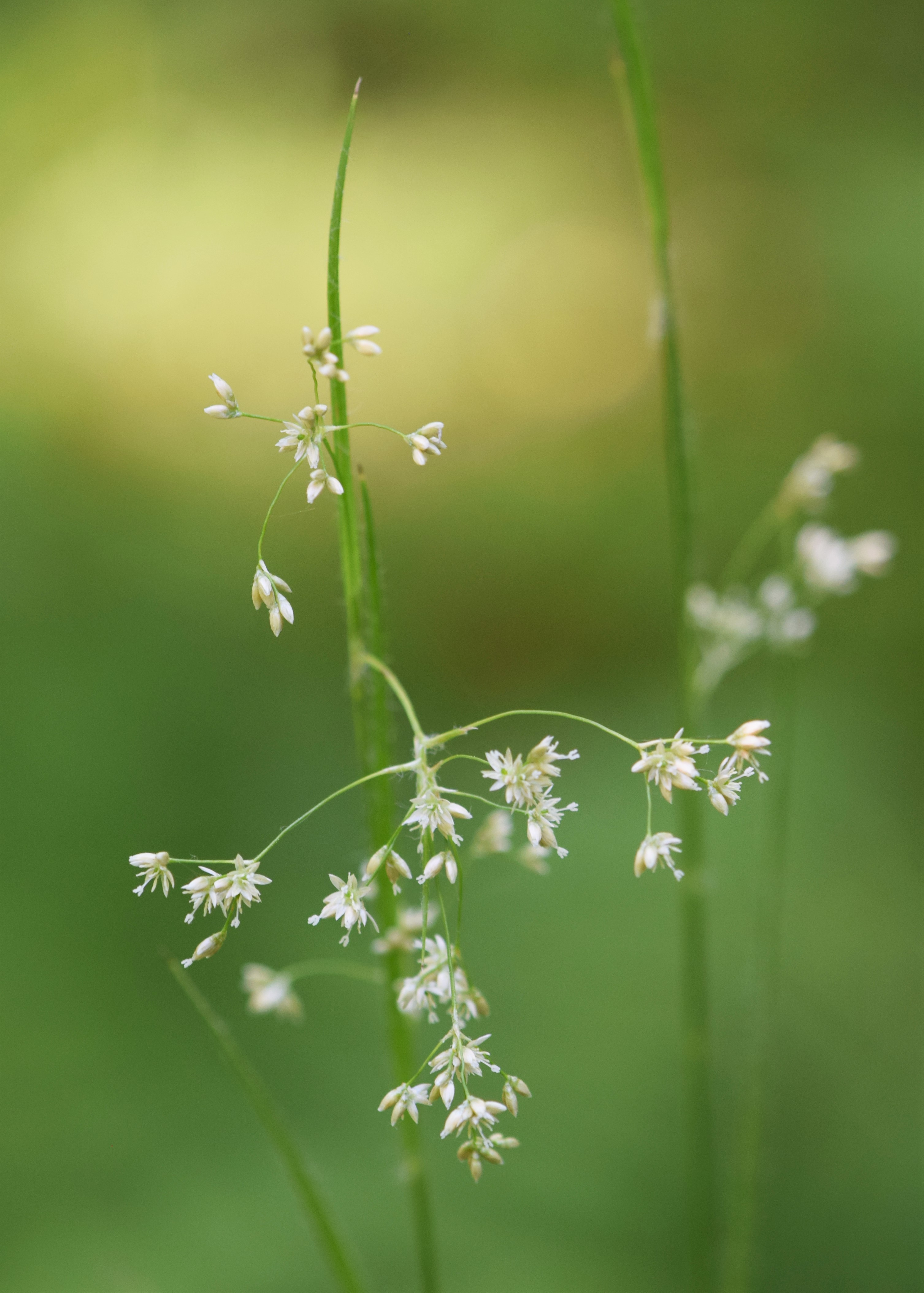
Kwiatostan

## Morfologia

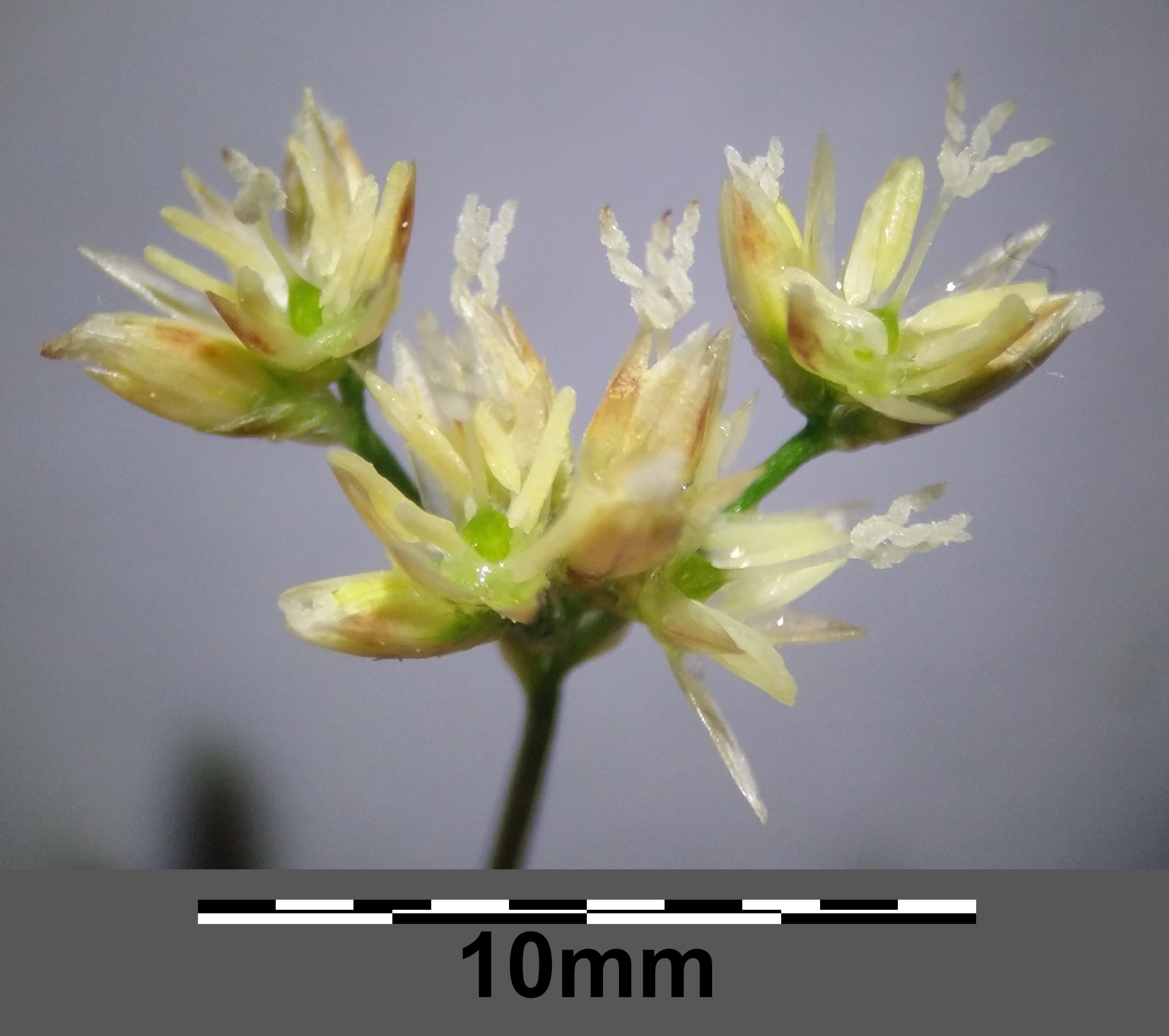
Kwiaty

PokrójBylina. Pędy wyrastają z pełzającego i rozgałęziającego się kłącza tworząc luźne kępy. Łodyga osiąga do 60, rzadziej do 80 cm wysokości.
LiścieOdziomkowe skupione są w różyczce, łodygowe są skrętoległe. Pochwy liściowe są zamknięte i silnie, gęsto owłosione w gardzieli włosków. Blaszka liściowa jest równowąska o szerokości od 3 do 6 mm, dłuższa od międzywęźli zwykle do 25–30 cm długości). Najwyższy liść (podsadka) jest podobnej długości jak kwiatostan lub od niego dłuższy. Na brzegu liście są silnie owłosione przylegającymi i długimi włoskami (liście odziomkowe są silniej owłosione od łodygowych). Koniec blaszki liściowej zaostrzony.
KwiatyZebrane są w kwiatostan w formie baldachowatej rozrzutki. Wyrastają w skupieniach po 2–6 na wzniesionych szypułkach. Osiągają 2,5 do 3,5 mm długości. Składają się z 6 lancetowatych i ostrych listków okwiatu (te z zewnętrznego okółka są nieco krótsze), białawych (u podgatunku luzuloides) lub brązowawych (u podgatunku cuprina). Szyjka górnego słupka zwieńczona jest trzema nitkowatymi znamionami. Pręcików jest sześć i są one krótsze od okwiatu.
OwocTorebka ciemnobrązowa, błyszcząca i trójbocznie stożkowata. Podobnej długości jak okwiat. Nasiona lśniąco brązowe, o długości 1,2–1,4 mm z elajosomem.

## Biologia i ekologia
- Hemikryptofit. Kwitnie od czerwca do lipca[6]. Roślina jest wiatropylna, a nasiona rozsiewane są przez mrówki (myrmekochoria).
- Występuje na ubogich glebach kwaśnych w suchych lasach liściastych i iglastych, na śródleśnych polanach i łąkach do 2000 m n.p.m.[11]
- W klasyfikacji zbiorowisk roślinnych gatunek charakterystyczny dla zespołu (ChAss.) kwaśnej buczyny górskiej Luzulo luzuloidis-Fagetum i związku (ChAll) Fagion sylvaticae (lasy bukowe). Odmiana cuprina jest gatunkiem charakterystycznym dla wysokogórskich traworośli ze związku Calamagrostion[12].
- W przypadku lepszego dostępu do światła – silnie się rozprzestrzenia, co wobec bardzo zwartego systemu korzeniowego stanowić może utrudnienie dla naturalnego odnowienia lasu[13].

## Zastosowanie
Stosowana jako roślina okrywowa na stanowiskach słonecznych lub półcienistych. Wymaga gleb wilgotnych lub umiarkowanie suchych. Zalecana do uprawy do 4 strefy mrozoodporności.